# 금융실명제
금융실명제(金融實名制, 영어: real-name financial system)는 금융 기관에서 금융 거래를 할 때에 가명 혹은 무기명에 의한 거래를 금지하고 실명임을 확인한 후에만 금융거래가 이루어지도록 하는 제도이다. 대한민국에서는 대통령긴급명령인 긴급재정경제명령 제16호를 통해 1993년 8월 12일에 전면적으로 실시되었다. 전경련에서는 이 제도에 반대했다. 그래서 어떤 사람들의 격렬한 반발에 직면한 이 제도는 많은 문제와 한계를 낳기도 했다.

## 추진 경위
한국에서는 1960년대부터 저축의 장려를 위해 예금주의 비밀보장, 가명, 차명 혹은 무기명에 의한 금융 거래를 허용해왔다. 그러나 1980년대에 들어서자 각종 금융 비리 사건과 부정부패사건의 해결을 위해 금융실명제를 도입해야 할 필요가 생겼다. 특히 1982년에 일어난 이철희·장영자 사건을 통해 제도 실시 필요성이 대두되었으며 1982년 7월 3일 금융실명제 실시를 발표하기에 이르렀다. 하지만 이때 제정된 《금융실명제에 관한 법률》은 종합과세제도와 자금출처조사 제도가 없었고 비실명 금융자산에 대한 차별적 세금이 부과되었으며 실명 금융거래의 의무화도 연기되었다. 결국 이 법률은 유명무실한 법이 되어버렸다. 1988년부터 한국 정부는 금융실명제준비단을 설치하여 제도의 실시를 연구하였지만, 여러 가지 정치적 이유와 이 제도의 실시를 우려하는 세력의 반대에 부딪혀서 보류되었다.

## 긴급재정경제명령 제16호
제5공화국과 노태우 정부가 막을 내리고 문민정부가 들어선 이후인 1993년 8월 12일, 대통령 김영삼은 대통령긴급명령인 긴급재정경제명령 제16호를 발동하여 당일 오후 8시를 기해 《금융실명제 및 비밀보장을 위한 법률》을 전격적으로 실시하였다. 이는 혼란을 피하고 부작용을 단시일 내에 최소화하기 위한 조치였다고 한다.
이 명령은 대한민국 헌법 76조에 제1항에 의거하여 내릴 수 있는 대통령의 긴급명령권으로 내려졌다. 역사적으로 대부분의 명령은 전시였던 1950년에 많이 이루어졌으며 그 외에는 이 제16호 명령과 같은 경제에 대한 특별한 경우로서 이루어진 경우가 많았다. 이 명령 전의 마지막 명령은 1972년 박정희 대통령에 의한 《경제의 안정과 성장에 관한 대통령 긴급명령》이었다.
1993년 8월 19일 국회는 본회의를 개최하여 대통령이 승인을 요청한 긴급재정경제명령안을 통과시켰다. 이에 앞서 국회 재무위원회는 8월 18일에 회의를 개최하고 긴급명령을 심의하였는데 만장일치로 승인하였다.
이 조치로 시행된 법률의 내용은 다음과 같다.
- 비실명계좌의 실명확인 없는 인출을 금지.
- 순인출 3천만 원 이상의 경우 국세청에 통보하며, 자금 출처를 조사할 수 있음.
- 8월 12일 오후 8시를 기해 위 사항을 실시하고, 13일은 오후 2시부터 금융 기관의 업무를 시작.

## 평가
실시 효과
- 비실명제의 경제활동은 각종 범죄의 온상이 되는 지하경제를 부추기고 투기성 자금, 부정 부패자금등의 활동 통로가되어 실물경제의 발달을 저해한다. 금융실명제는 이러한 자금의 흐름을 막고, 추적하는 것을 가능하게 하였다.
- 금융자산소득의 흐름을 투명하게 파악할 수 있게 되어 종합소득세제의 실시를 가능하게 하였다. 이로 인해 세수가 늘어나 국가 재정 확보가 쉬워진다.
- 궁극적으로는 과세의 불공평성을 없애 빈부의 격차를 줄인다.
- 건전한 경제 활동을 보장하여 사회적 안정을 이룰 수 있다.

경제에 끼친 부작용
- 생산성 저하
- 주가 폭락
- 자본의 해외 유출
- 부동산 가격 급등
- 사금융 시장 위축
- 중소기업의 부도 증가

## 실시 이후
실시 후 한동안 경제적 혼란이 있었으나 유연한 통화 공급으로 우려되었던 유동성 과다 현상은 발생하지 않았으며, 시장 유동성은 약 0.3 ~ 0.6% 정도 증가하는 데 그쳤다. 대부분의 가명, 무기명 자산들이 실명화되어 지하경제의 규모를 억제하는 데 큰 기여를 했다. 또한 정경유착 등 각종 부정 부패 사건의 자금 추적에 큰 도움이 되었다. 금융실명제의 후속 조치로서 금융소득종합과세 부과가 실시되었다.

## 한계

### 이건희 차명재산 사건
한국 1위 부자인 이건희 삼성그룹 회장이 금융실명제 이후에도 계속 차명계좌를 사용한 것으로 드러났다. 1위 부자가 그러하다는 것은, 정치권과 재벌 등 지도층에서 금융실명제법이 긴급재정경제명령으로 도입된 때부터 이미 사문화되어 있었다는 의미로 해석될 수 있다.
이건희 회장 소유 수조원대의 차명재산이 금융실명법을 위반했음에도 과징금과 세금이 부과되지 않은 채 실명전환된 것으로 드러났다. 김용범 금융위원회 부위원장은 "1993년 8월 이후 개설된 차명계좌에 대해선 현행법상으로 과징금을 부과할 수 없다."고 말했다.
금융실명제에 대한 금융감독기구의 규제가 형식적이다. 조준웅 삼성 특검이 1197개의 차명계좌를 발견했는데, 금융감독원이 통상적인 금융기관 검사를 통해 사전에 적발하지 못했다. 정치인이나 다른 재벌에 대한 차명재산 감시 수준이 어느 정도인지를 짐작하게 한다.

### 카카오뱅크
지점이 없는 순수한 인터넷 은행은 2002년 안철수연구소가 브이뱅크로 시도했었다. 금융실명제법 위반으로 설립이 무산되었다. 지점망 없이 인터넷만으로는 대면을 통해 실명을 확인하기가 어렵다는 것이다. 그러나 이러한 규제가 완화되어 케이뱅크와 카카오뱅크가 설립허가되었다. 더 대규모인 카카오뱅크가 유명하다.

## 도강세
도강세(渡江稅)는 지하자금이 지하경제와 지상경제 사이에 있는 강을 건너면서 내는 일종의 통과료. 강경식 부총리 겸 재경원장관이 만든 신조어로, 실명화 과정(금융실명제)에서 자금출처를 소명하기 어려운 경우 일정액의 과징금을 납부하면 실명전환을 허용하겠다는 내용이다.

## 외국
금융선진국인 미국, 영국, 일본, 스위스 등에서는 차명계좌가 허용되는지가 문제된다.

### 스위스
스위스는 세계 1위 조세피난처로 유명하다. 스위스 은행은 차명계좌 개설이 허용된다.
1. 스위스 은행은 실제 돈의 소유주를 숨겨주려고 보험회사의 이름으로 된 차명계좌를 만들어 준다.
2. 고객에게 세무당국의 추적이 어려운 무기명 직불카드(Debit Card)를 준다.
3. 파나마나 영국령 버진 아일랜드 등 조세회피처에 유령 회사를 만들고 이 회사의 이름으로 차명계좌를 만들어 준다.
4. 은행 직원과 고객이 암호로 소통한다. "노래를 다운로드 해 줄 수 있습니까"라는 말은 돈을 인출해 달라는 의미로 사용했다.
5. 세무당국의 추적을 피하고자 금을 사도록 한 뒤 친척의 차명계좌에 보관해 주기도 한다.

## 참고 서적
- 금융실명제 실시논의와 보완대책, 이재웅, KDI, 1990 KDI
- 금융실명제, 들녘, 1993

## 같이 보기
- 대한민국 헌법 제76조